# Olympische Sommerspiele 2024/Schwimmen – 800 m Freistil (Frauen)
Der Schwimmwettkampf über 800 Meter Freistil der Frauen bei den Olympischen Spielen 2024 in Paris wurde am 2. und 3. August 2024 in der Paris La Défense Arena ausgetragen. Titelverteidigerin war die US-Amerikanerin Katie Ledecky, die die 800 Meter Freistil auch schon zuvor in den Jahren 2012 und 2016 gewann und in Tokio erneut triumphierte.

## Rekorde
Vor Beginn der Olympischen Spiele waren folgende Rekorde gültig:
| Weltrekord         | Katie Ledecky | 8:04,79 min | Rio de Janeiro | 12. August 2016 |
| Olympischer Rekord | Katie Ledecky | 8:04,79 min | Rio de Janeiro | 12. August 2016 |

## Titelträgerinnen
| Olympische Spiele 2020       | Katie Ledecky          | 8:12,57 min | Tokio             |
| Weltmeisterschaften 2024     | Simona Quadarella      | 8:17,44 min | Doha              |
| Afrikaspiele 2023            | Catherine van Rensburg | 8:50,78 min | Accra             |
| Panamerikanische Spiele 2023 | Paige Madden           | 8:27,99 min | Santiago de Chile |
| Asienspiele 2022             | Li Bingjie             | 8:20,01 min | Hangzhou          |
| Europameisterschaft 2022     | Simona Quadarella      | 8:20,54 min | Rom               |
| Pazifikspiele 2023           | Lara Grangeon          | 9:10,24 min | Honiara           |

## Qualifikation
Als Olympische Normzeit (OQT) wurde eine Zeit von 8:26,71 Minuten festgelegt. Athletinnen die diese Zeit im Qualifikationszeitraum (1. März 2023 bis 23. Juni 2024) erreichen dürfen an den Start gehen. Die Anzahl der Athletinnen ist auf maximal zwei pro NOK beschränkt. Darüber hinaus werden weitere Plätze an Schwimmerinnen vergeben, die die Olympische Basiszeit (OCT) von 8:29,24 Minuten geschwommen sind (maximal eine Schwimmerin pro NOK). Über Universalstartplätze besteht eine weitere Chance für die Teilnahme, auch für Athletinnen die keine der beiden Normzeiten schwimmen konnten.

## Ergebnisse

### Vorläufe
Die 8 schnellsten Athletinnen qualifizierten sich für das Finale.
| Rang | Lauf | Bahn | Athletin                 | Nation             | Zeit        | Anm. |
| ---- | ---- | ---- | ------------------------ | ------------------ | ----------- | ---- |
| 1    | 2    | 4    | Katie Ledecky            | Vereinigte Staaten | 8:16,62 min | Q    |
| 2    | 2    | 6    | Paige Madden             | Vereinigte Staaten | 8:18,48 min | Q    |
| 3    | 2    | 5    | Ariarne Titmus           | Australien         | 8:19,87 min | Q    |
| 4    | 1    | 5    | Lani Pallister           | Australien         | 8:20,21 min | Q    |
| 5    | 1    | 3    | Isabel Gose              | Deutschland        | 8:20,63 min | Q    |
| 6    | 2    | 3    | Simona Quadarella        | Italien            | 8:20,89 min | Q    |
| 7    | 1    | 6    | Erika Fairweather        | Neuseeland         | 8:22,22 min | Q    |
| 8    | 1    | 2    | Anastasiia Kirpichnikova | Frankreich         | 8:22,99 min | Q    |
| 9    | 1    | 4    | Li Bingjie               | China              | 8:27,92 min |      |
| 10   | 1    | 7    | Maria Fernanda Costa     | Brasilien          | 8:32,20 min |      |
| 11   | 1    | 1    | Gan Ching Hwee           | Singapur           | 8:32,37 min | NR   |
| 12   | 2    | 2    | Eve Thomas               | Neuseeland         | 8:33,25 min |      |
| 13   | 2    | 7    | Ajna Késely              | Ungarn             | 8:36,13 min |      |
| 14   | 2    | 1    | Agostina Hein            | Argentinien        | 8:37,43 min |      |
| 15   | 2    | 8    | Kristel Köbrich          | Chile              | 8:46,46 min |      |
| 16   | 1    | 8    | Jamila Boulakbech        | Tunesien           | 9:21,38 min |      |

### Finale
| Rang | Bahn | Athletin                 | Nation             | Zeit        | Anmerkung |
| ---- | ---- | ------------------------ | ------------------ | ----------- | --------- |
| 1    | 4    | Katie Ledecky            | Vereinigte Staaten | 8:11,04 min |           |
| 2    | 3    | Ariarne Titmus           | Australien         | 8:12,29 min | OC        |
| 3    | 5    | Paige Madden             | Vereinigte Staaten | 8:13,00 min |           |
| 4    | 7    | Simona Quadarella        | Italien            | 8:14,55 min | NR        |
| 5    | 2    | Isabel Gose              | Deutschland        | 8:17,82 min |           |
| 6    | 6    | Lani Pallister           | Australien         | 8:21,09 min |           |
| 7    | 8    | Anastasiia Kirpichnikova | Frankreich         | 8:22,80 min |           |
| 8    | 1    | Erika Fairweather        | Neuseeland         | 8:23,27 min |           |

Mexiko-Stadt 1968 |
München 1972 |
Montréal 1976 |
Moskau 1980 |
Los Angeles 1984 |
Seoul 1988 |
Barcelona 1992 |
Atlanta 1996 |
Sydney 2000 |
Athen 2004 |
Peking 2008 |
London 2012 |
Rio de Janeiro 2016 |
Tokio 2020 |
Paris 2024